# Jan Klimek (sędzia)
Jan Klimek (ur. 27 listopada 1902 w Retkini, zm. 1 maja 1980 w Łodzi) – polski sędzia i działacz ruchu ludowego.

## Życiorys
Ukończył gimnazjum w Łodzi (1923) oraz studia na Wydziale Prawa Uniwersytetu Warszawskiego. Od 1917 należał do Związku Harcerstwa Polskiego, a od 1918 do Polskiej Organizacji Wojskowej. W 1918 uczestniczył w rozbrajaniu Niemców.
W 1918 r. był organizatorem Koła Młodzieży Wiejskiej w Retkini, a w 1919 r. także współorganizatorem Okręgowego Związku Młodzieży Wiejskiej w Łodzi. Uczestniczył w wojnie polsko-bolszewickiej (1920). W latach 1923–1926 był sekretarzem oraz prezesem Zarządu Okręgu Związku Młodzieży Wiejskiej, a od 1926 r. także członkiem Zarządu Głównego Centralnego ZMW.
Był członkiem Polskiej Akademickiej Młodzieży Ludowej i Polskiego Stronnictwa Ludowego „Wyzwolenie”. W 1926 przez kilka miesięcy był sekretarzem PSL „Wyzwolenie” Ziemi Wileńskiej i Nowogródzkiej w Wilnie. Od 1927 był nauczycielem w Zakładzie Wychowawczym w Studzieńcu. Był współorganizatorem łódzkiego oddziału Związku Młodzieży Wiejskiej RP, w latach 1928–1932 będąc jego prezesem. Od 1931 r. należał do Stronnictwa Ludowego. W latach 1929–1932 odbywał aplikację w Sądzie Okręgowym w Łodzi. W 1932 ukończył Szkołę Podchorążych Rezerwy w Biedrusku. W latach 1933–1939 był sędzią w Pabianicach.
W 1939 r. uczestniczył w stopniu podporucznika w wojnie obronnej. Dostał się do niewoli i do końca wojny przebywał w Oflagu VII A Murnau. Po wojnie, od 1946 był sędzią Sądu Powiatowego w Pabianicach, a od 1953 sędzią Sądu Powiatowego w Łasku.
Po wojnie należał do Zjednoczonego Stronnictwa Ludowego i Towarzystwa Wiedzy Powszechnej. Był autorem artykułów w prasie ludowej. W dwudziestoleciu międzywojennym prowadził wydawnictwo „Biblioteka Chłopska” i współpracował z pismem „Chłopskie Życie Gospodarcze”.
Został pochowany na cmentarzu Piaski-Retkińska w Łodzi (Sektor: C, Rząd: 18, Kwatera: 16).

## Odznaczenia
- Krzyż Kawalerski Orderu Odrodzenia Polski[1][2]